# Kalibar (Verwaltungsbezirk)
Kalibar (persisch شهرستان کلیبر) ist ein Schahrestan in der Provinz Ost-Aserbaidschan im Iran. Er enthält die Stadt Kalibar, welche die Hauptstadt des Verwaltungsbezirks ist. 

## Kreise
Der Verwaltungsbezirk gliedert sich in folgende Kreise:
- Zentral (بخش مرکزی)
- Abesch Ahmad (بخش ابش احمد)

## Demografie
Bei der Volkszählung 2016 betrug die Einwohnerzahl des Schahrestan 46.125. Die Alphabetisierung lag bei 71 Prozent der Bevölkerung. Knapp 26 Prozent der Bevölkerung lebten in urbanen Regionen.
| Zensusjahr | Einwohnerzahl |
| ---------- | ------------- |
| 2011       | 48.837        |
| 2016       | 46.125        |